# Flickorna på TV2
"Flickorna på TV2" är en av den svenska popgruppen Gyllene Tiders första hitlåtar. Den skrevs av Per Gessle och Mats "M.P." Persson, och kom ut på singel den 10 december 1979. Singeln hade dubbel A-sida, med "Himmel No. 7" som det andra A-spåret. Spåret "Flickorna på TV2" fick dock mycket mer uppmärksamhet, och en vecka senare återlanserades singeln som dubbel A-sida. Singeln toppade den svenska singellistan den 22 februari 1980. Den 5 september 1989 släpptes "Flickorna på TV2" som "egen" singel.
Inspirationen till refrängens textrad "Tänk att få sätta på flickorna på TV2" kom från Hans Alfredson.

## Låtlista

### 1979
1. "Himmel No. 7" - 4.34
2. "Flickorna på TV2" - 3.50

### 1989
1. "Flickorna på TV2" (Remix '89) - 7.18
2. "Himmel No. 7" - 3.50
3. "Flickorna på TV2" (7" version) - 4:34

## Listplaceringar
| Lista (1980) | Position |
| ------------ | -------- |
| Sverige      | 1        |